# Juan Carlos De Marchi (militar nacido en 1945)
Juan Carlos De Marchi (Buenos Aires, 23 de noviembre de 1945 ) un exmilitar, empresario y dirigente empresarial argentino que fue condenado por crímenes de lesa humanidad a 25 años de prisión por sentencia que se encuentra firme. Su padre se llamaba Juan Carlos De Marchi y su madre María Elisa Gayén de De Marchi.

## Juicio por delitos
Fue detenido acusado de haber cometido crímenes de lesa humanidad y llevado a juicio. En su defensa alegó que había presentado su solicitud de retiro del Ejército en agosto de 1976, para dedicarse a la actividad agropecuaria, y algunos testigos respaldaron su afirmación. También invocó el Estatuto Societario de la empresa donde dijo que trabajaba y su publicación en el Boletín Oficial de la Provincia de Corrientes del 22 de septiembre de 1976.
Según su versión, a partir de su retiro en 1976, siguió residiendo en la ciudad capital de la provincia de Corrientes e inició una larga trayectoria como productor agropecuario, ocupó importantes cargos en instituciones técnicas, productivas y gremiales, preocupado por el bien común y el desarrollo agropecuario de la región, con el que alcanzó la presidencia de la Sociedad Rural de Corrientes.
La Sociedad Rural Argentina, por boca de su presidente y asociados a la filial, habían expresado su solidaridad con De Marchi: "Voy a reiterarlo cuantas veces se quiera y voy a apoyarlo cuantas veces sea necesario. Es un hombre de bien, ha sido nuestro presidente y ha aportado a nuestra institución con su trabajo".
El Tribunal, basándose en el testimonio de personas que vieron sus actividades en el campo, desechando en consecuencia las defensas esgrimidas, lo condenó a la pena de 25 años de prisión por once hechos por participar de un asociación ilícita que realizó tormentos agravados, privación ilegítima de la libertad agravada por el tiempo y desaparición forzada por sentencia se encuentra firme.